# Покровская церковь (Тирасполь, новая)
Покровская церковь — храм Тираспольской и Дубоссарской епархии Молдавской митрополии Русской православной церкви в городе Тирасполе. До завершения строительства Собора Рождества Христова был главным храмом города.

## История
В 1798—1931 годах в Тирасполе действовала единоверческая Покровская церковь. В 1934 году она была взорвана советской властью, а на её месте был построен летний театр. В городе не осталось ни одного действующего православного храма, за исключением старообрядческой Покровской церкви.
После выхода в мае 1977 года указа Верховного Совета СССР «О религиозных объединениях» было создано инициативное религиозное общество. В регистрации ему было отказано, потому что в горисполкоме заявили, что его некуда приписать, поскольку в городе не осталось ни одного православного культового сооружения. Это было неправдой, поскольку по адресу улица Луначарского, 26 сохранилось здание свечной мастерской разрушенного Никольского собора, где тогда располагался спортзал. Получить в пользование другое здание община не могла, потому что для этого ей сначала нужно было получить регистрацию.
В течение следующих десяти лет продолжалась бюрократическая волокита, но инициативной группе во главе с Георгием Кудрявченко не удалось добиться существенных результатов. В 1987 году Мария Максименко начинает борьбу в Москве. В очередной раз были поданы документы в горисполком, но его секретарь В. Г. Болфо снова оказал в регистрации. Вопрос удалось разрешить благодаря вмешательству заместителю председателя Совета Министров МССР С. М. Платона. 18 декабря 1988 года общину зарегистрировали. В декабре 1988 года митрополит Кишинёвский и Молдавский Серапион направил в Тирасполь митрофорного протоиерея Михаила Шевчука.
В 1989 году власти наконец выделили место для строительство храма. Оно располагалось в низине у исправительно-трудовой колонии. Строительство началось после Пасхи в том же году. Проект нового храма разработал А. Н. Черданцев, а финансировали строительство практически все предприятия города. 26 ноября 1993 года в день святого Иоанна Златоуста был освящён нижний храм в честь чуда Архангела Михаила. 13 октября 1998 года архиепископ Костромской и Галичский Александр и епископ Дубоссарский Юстиниан совершили чин освящения верхнего храма. Новая церковь фактически стала главным храмом Приднестровья и оставалась в такой роли до завершения постройки Рождественского собора в 2000 году.
С 1 сентября 2008 года и до своей смерти 6 апреля 2018 года настоятелем храма был архимандрит Василий (Карпов). В 2009 году на храмовой территории был воздвигнут поклонный крест, созданный по образцу креста, установленного на месте гибели великого князя Сергея Александровича в Кремле. Летом 2013 года на территории церкви была открыта деревянная часовня, в которой молятся в знак покаяния женщины, совершившие аборт.

## Современное состояние
С 14 октября 2018 года настоятелем храма является архимандрит Иоанн (Данилеску).
Иконостас храма написан тверскими мастерами в древнерусской традиции. В 2010 году были расписаны стены верхнего храма. 
Так как церковь построена, по сути, на болоте, то ведётся постоянная откачка грунтовых вод. При храме действует библиотека, воскресная школа для детей и редакция газеты «Покровский листок», ведётся окормление исправительных учреждений и дома престарелых.

## Настоятели
- протоиерей Михаил Шевчук (1988—?)
- архимандрит Василий (Карпов) (1 сентября 2008 года — 6 апреля 2018)
- архимандрит Иоанн (Данилеску) (с 14 октября 2018 года)